# Schrautershof
Schrautershof is een plaats in de Duitse gemeente Scheßlitz, deelstaat Beieren, en telt 6 inwoners (2007).